# SDK d'Android

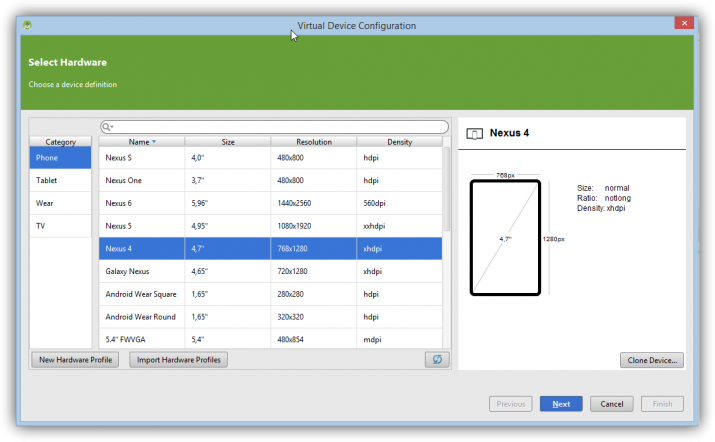
Android-SDK 9

L'SDK d'Android és un kit de desenvolupament de programari que inclou un conjunt complet d'eines de desenvolupament. Aquests inclouen un depurador, biblioteques, un emulador de telèfon basat en QEMU, documentació, codi de mostra i tutorials. Les plataformes de desenvolupament admeses actualment inclouen ordinadors amb Linux (qualsevol distribució de Linux d'escriptori moderna), Mac OS X 10.5.8 o posterior i Windows 7 o posterior. A Març 2015, l'SDK no està disponible a Android, però el desenvolupament de programari és possible mitjançant l'ús d'aplicacions especialitzades per a Android.

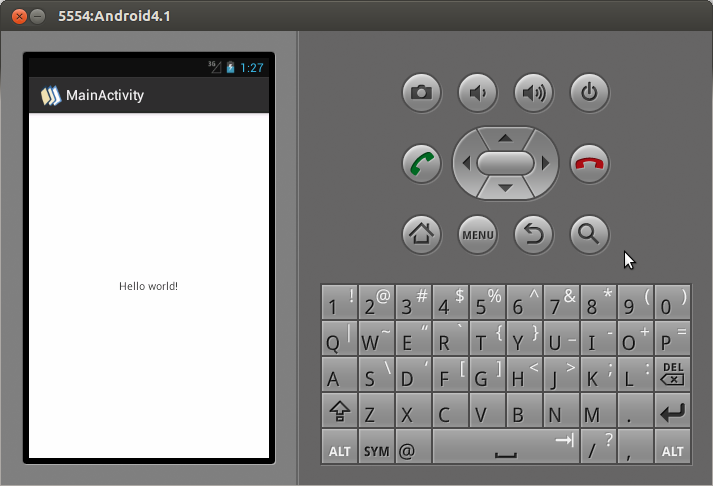
Aplicació Android Hello world amb SDK v20 i Android 4.1

Fins a finals de 2014, l'entorn de desenvolupament integrat (IDE) amb suport oficial era Eclipse mitjançant el connector Android Development Tools (ADT). A partir de 2015, Android Studio és l'IDE oficial; tanmateix, els desenvolupadors són lliures d'utilitzar-ne d'altres, però Google va deixar clar que ADT va ser oficialment obsolet des de finals de 2015 per centrar-se en Android Studio com a IDE oficial d'Android. A més, els desenvolupadors poden utilitzar qualsevol editor de text per editar fitxers Java i XML, després utilitzar eines de línia d'ordres (es requereixen Java Development Kit i Apache Ant) per crear, crear i depurar aplicacions d'Android, així com controlar els dispositius Android connectats (p. ex., activar un reinicieu, instal·lant paquets de programari de forma remota).
Les millores a l'SDK d'Android van de la mà amb el desenvolupament global de la plataforma Android. L'SDK també admet versions anteriors de la plataforma Android en cas que els desenvolupadors vulguin orientar les seves aplicacions a dispositius més antics. Les eines de desenvolupament són components que es poden descarregar, de manera que després d'haver baixat la versió i la plataforma més recents, també es poden descarregar plataformes i eines antigues per fer proves de compatibilitat.
Les aplicacions d'Android estan empaquetades en format.apk i s'emmagatzemen a la carpeta /data/app del sistema operatiu Android (només pot accedir a la carpeta l'usuari root per motius de seguretat). El paquet APK conté fitxers.dex (fitxers de codi de bytes compilats anomenats executables Dalvik), fitxers de recursos, etc.

## Eines de la plataforma Android SDK
Les eines de la plataforma de l'SDK d'Android són un subconjunt de l'SDK complet que es pot descarregar per separat, que consisteix en eines de línia d'ordres com Android Debug Bridge i fastboot.